# Török nyelvek
A török nyelvek körülbelül 30 nyelvből álló, hagyományosan az altaji nyelvcsaládba sorolt nyelvcsalád. A török nyelveket Kelet-Európától Szibériáig és Nyugat-Kínáig húzódó területen élő török népek beszélik, összesen körülbelül 180 millióan. A legtöbben, a török népek mintegy 40%-a, a törökországi török nyelvet beszéli.

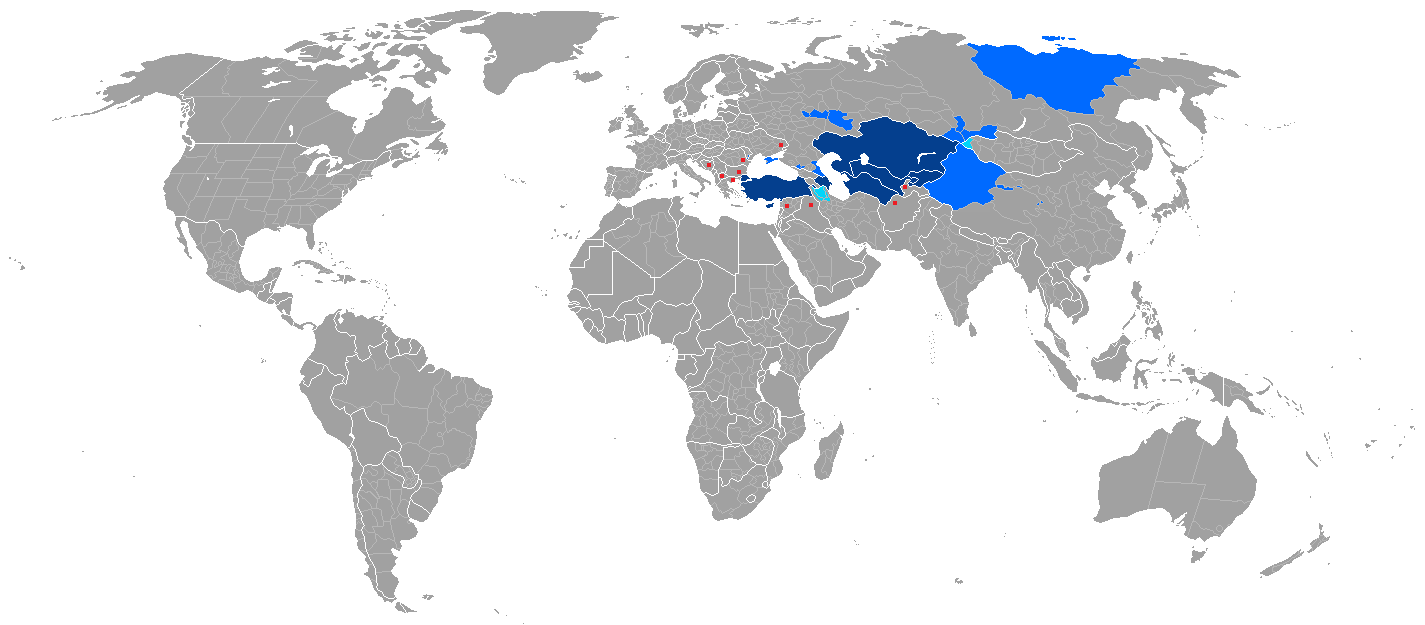
A török nyelvű népek lakóhelyei

## Közös jellemzők
A török nyelvekre jellemző a magánhangzó-harmónia, a toldalékolás, a nyelvtani nem hiánya és az úgynevezett SOV, azaz alany-tárgy-ige mondatrész-sorrend. Mindezek jellemzőek a mongol és a mandzsu-tunguz nyelvekre, a koreai nyelvre és a magyar nyelvre is. Ezeket a nyelveket egyes nyelvészek összefüggésbe hozzák a török nyelvekkel és az altáji nyelvcsaládba sorolják, mások nem értenek ezzel egyet. Sőt, kisebb-nagyobb átfedések miatt az urál-altáji nyelvcsalád elméletét is létrehozták, amelyben az uráli nyelvek is helyet kaptak. Mindezen elméletek azonban ma már elavultnak számítanak; a tudomány mai állása szerint a török, a mongol, a mandzsu-tunguz és az uráli nyelvek külön-külön nyelvcsaládot alkotnak, és az említett átfedések csupán nyelvi érintkezéseknek (kölcsönhatásoknak) köszönhetőek.

## Története

### Korai írásos emlékek
Az első írásos emlékek a 8. századból származó türk rovásírásos Orhon feliratok, melyeket a türkök hagytak hátra. Ezeket a feliratokat az Orhon folyó völgyében, Mongóliában fedezték fel 1889-ben. A 11. században Kaşgarlı Mahmud, a Karahanida-dinasztia írója elkészítette az első türk nyelvű szótárat (Divânü Lügati't-Türk), mely térképet is tartalmaz a türk nyelvek elterjedéséről.
A török nyelvek északnyugati ágának fontos emléke a 12-13. században íródott Codex Cumanicus, főként a kipcsak nyelvek szempontjából jelentős forrás.

### Földrajzi terjedése
A 6–11. században lezajlott török népvándorlás következtében a török nyelvek elterjedtek Közép-Ázsiában Szibériától (Jakutföld a Földközi-tengerig (Szeldzsuk Birodalom), a vándorlás során török szavak kerültek át többek között a perzsa, az urdu, az orosz, a kínai és (kisebb mértékben) az arab nyelvbe is.

## Besorolásuk
A török népek hosszan tartó vándorlásaik során keveredtek más népekkel, így nyelvük is kölcsönhatásba került azokkal a népekkel, melyekkel érintkeztek. Emiatt a türk nyelvek pontos eredetét nehéz megállapítani, besorolásukról a mai napig is vitatkoznak a nyelvészek, és folynak a kutatások.
- köztörök nyelvek
  - délnyugati köztörök: oguz nyelvek (oghuz)
    - köktürk nyelv (orkhoni)
    - óujgur nyelv
    - azeri
    - gagauz
    - török (oszmán-török nyelv, törökországi török)
    - türkmén

  - északnyugati köztörök: kipcsak nyelvek (kipchak, kypchak)
    - baskír
    - besenyő (vagy pecseneg, kihalt)
    - karacsáj-balkár
    - karaim
    - karakalpak
    - kazak (kazah)
    - kirgiz
    - krími tatár
    - kumik
    - kun (kihalt)
    - nogaj
    - tatár

  - délkeleti köztörök: turki nyelvek (karluk, ujgur)
    - csagatáj (kihalt)
    - sárga ujgur
    - szalár
    - ujgur
    - üzbég (özbeg)

  - északkeleti köztörök: szibériai török nyelvek
    - altaji (ojrot)
      - kumandin dialektus (van, aki külön nyelvnek mondja)
      - teleut dialektus (van, aki külön nyelvnek mondja)

    - hakász
    - sór
    - csulim
    - tuvai (tuba, tofa, tofalar)
    - Jakut csoport (a szibériai csoporttól is északabbra)
      - dolgán
      - jakut
      - haladzs
- ogur nyelvek (oghur vagy lir-török, r-török; "csuvas nyelvek")
  - bolgártörök (kihalt)
  - csuvas
  - kazár (kihalt; bár csak néhány személynévből ismert, egyes feltételezések szerint csuvas nyelv lehetett)
  - hun (kihalt)
  - avar (kihalt)

### Izoglosszák
A török nyelvek besorolásához hagyományosan az alábbi izoglosszákat használják:
- Rotacizmus, például a *toqqız („kilenc”) szó utolsó mássalhangzójánál. Ez választja el a szóvégi /r/-t használó ogur nyelveket a török nyelvek többi tagjától, melyeknél a szóvégi /z/ figyelhető meg.[7]
- Hangzóközi *d, mint a *hadaq („láb”) szó második mássalhangzójánál
- Szóvégi -G, például: *tāğ (hegy)
- Toldalék-végi -G, például a *lIG ragban: *tāğlığ

Valamint:
- Szó eleji *h megőrzése, például: *hadaq (láb)
  - Emiatt a haladzs nyelv periférikusnak számít

| izoglossza             | ótörök | török  | üzbég  | ujgur  | tatár | kazak | kirgiz | altaji | nyugat-jugur | Fu-yu kirgiz | hakasz | tuvai | jakut | haladzs | csuvas |
| ---------------------- | ------ | ------ | ------ | ------ | ----- | ----- | ------ | ------ | ------------ | ------------ | ------ | ----- | ----- | ------- | ------ |
| z/r (kilenc)           | toquz  | dokuz  | toqqiz | toqquz | tuğız | toğız | toğuz  | toğus  |              | doğus        | toğıs  | tos   | toğus | toqquz  | tăχăr  |
| *h- (láb)              | adaq   | ayak   | åyåq   | ayaq   | ayaq  | ayaq  | ayaq   |        | azaq         | azıχ         | azaχ   | adaq  | ataχ  | hadaq   | ura    |
| *VdV (láb)             | adaq   | ayak   | åyåq   | ayaq   | ayaq  | ayaq  | ayaq   |        | azaq         | azıχ         | azaχ   | adaq  | ataχ  | hadaq   | ura    |
| *-g (hegy)             | tağ    | dağ*   | tåğ    | tağ    | taw   | taw   | tō     | tū     | tağ          | daχ          | tağ    | dağ   | tıa   | tāğ     | tu     |
| toldalék: *-g (hegyes) | tağlığ | dağlı* | tåğlıq | tağlıq | tawlı | tawlı | tōlū   | tūlu   |              |              |        |       |       |         |        |

*Az irodalmi török nyelvben a ğ a dağ és dağlı szavakban nem minősül mássalhangzónak, hanem meghosszabbítja az előtte álló magánhangzót.

### Nyelvei
Az alábbi táblázat Lars Johanson besorolása alapján készült. (1998)
| Prototürk | Délnyugati köztörök ág (oguz nyelvek) |                             |                             | - pecseneg (kihalt) |
| Prototürk | Délnyugati köztörök ág (oguz nyelvek) | Nyugati oguz                | Nyugati oguz                | - oszmán-török (már nem beszélt), török - gagauz - azeri - balkáni gagauz török                                                                                               |
| Prototürk | Délnyugati köztörök ág (oguz nyelvek) | Keleti oguz                 | Keleti oguz                 | - türkmén - khoraszni török |
| Prototürk | Délnyugati köztörök ág (oguz nyelvek) | Déli oguz                   | Déli oguz                   | - afsar nyelv - iráni dialektusok, mint kaskaj, szonkori, ajnallu |
| Prototürk | Északnyugati köztörök ág (kipcsak)    |                             |                             | - kipcsak (kihalt) |
| Prototürk | Északnyugati köztörök ág (kipcsak)    | Nyugati kipcsak             | Nyugati kipcsak             | - kumik - karacsáj-balkár - krími tatár, urum - krimcsák - kuman (kihalt) - karaim                                                                                            |
| Prototürk | Északnyugati köztörök ág (kipcsak)    | Északi kipcsak (Volga-Urál) | Északi kipcsak (Volga-Urál) | - tatár - misar - baskír - baraba |
| Prototürk | Északnyugati köztörök ág (kipcsak)    | Déli kipcsak                | Déli kipcsak                | - kazak - karakalpak - kirgiz - kipcsak üzbég - nogaj |
| Prototürk | Délkeleti köztörök ág                 | Nyugati                     | Nyugati                     | - üzbég - ujgur - tarancsi |
| Prototürk | Délkeleti köztörök ág                 | Keleti                      | Keleti                      | - Keleti turki dialketusok: kasgar, jarkand, kotan, kerja, csercsen, aksu, kucs, turfai - sárga ujgur - szalár - ótörök (kihalt) - csagatáj (kihalt) - ajni - lop - ili turki |
| Prototürk | Északkeleti köztörök ág (szibériai)   | Észak-szibériai             | Észak-szibériai             | - jakut - dolgan |
| Prototürk | Északkeleti köztörök ág (szibériai)   | Dél-szibériai               | szajan türk                 | - tuvai - tofa |
| Prototürk | Északkeleti köztörök ág (szibériai)   | Dél-szibériai               | jeniszej türk               | - hakasz - Fu-yu kirgiz - sór |
| Prototürk | Északkeleti köztörök ág (szibériai)   | Dél-szibériai               | csulimi türk                | - csulimi tatár |
| Prototürk | Északkeleti köztörök ág (szibériai)   | Dél-szibériai               | altáji türk                 | - altáji és dialektusai: tuba, kumanda, ku, teleut, telengit |
| Prototürk | ogur nyelvek                          |                             |                             | - csuvas - kazár (kihalt) - avar (kihalt) - bolgártörök (kihalt) |
| Prototürk | argu-türk                             |                             |                             | - haladzs |

## Szókincs összehasonlítása
|             | közös (megközelítő) jelentés | ótörök  | török     | azeri   | türkmén   | tatár     | kazak     | kirgiz  | üzbég     | ujgur    | jakut   | csuvas        |
| ----------- | ---------------------------- | ------- | --------- | ------- | --------- | --------- | --------- | ------- | --------- | -------- | ------- | ------------- |
| személyek   | (nagy)apa/ős                 | Ata     | Ata       | Ata     | Ata       | Ata       | Ata       | Ata     | Ota       | Ata      |         | Atte          |
| személyek   | Anya                         | Ana     | Anne, Ana | Ana     | Ene       | Ana       | Ana       | Ene     | Ona       | Ana      |         | Anne          |
| személyek   | Fia                          | O'gul   | Oğul      | Oğul    | Oğul      | Ul, uğıl  | Ul        | Uul     | O'gil     | Oghul    | Uol     | Yvăl, Ul      |
| személyek   | Férfi                        | Er(kek) | Erkek     | Kişi    | Erkek     | İr        | Er(kek)   | Erkek   | Erkak     | Er       | Er      | Ar            |
| személyek   | Lány                         | Kyz     | Kız       | Qız     | Gyz       | Qız       | Qız       | Kız     | Qiz       | Qiz      | Ky:s    | Hĕr           |
| személyek   | Személy                      | Kişi    | Kişi      |         | Kişi      | Keşe      | Kisi      | Kishi   | Kishi     | Kishi    | Kihi    |               |
| személyek   | Menyasszony                  | Kelin   | Gelin     | Gəlin   | Geli:n    | Kilen     | Kelin     | Kelin   | Kelin     | Kelin    | Kylyn   | Kin           |
| személyek   | anyós                        |         | Kaynana   | Qaynana | Gayın ene | Qayın ana | Qayın ene | Kaynene | Qayın ona | Qeyinana |         | Hun'ama       |
| testrészek  | szív                         | Yürek   | Yürek     | Ürək    | Ýürek     | Yöräk     | Jürek     | Jürök   | Yurak     | Yürek    | Süreq   | Čĕre          |
| testrészek  | vér                          | Qan     | Kan       | Qan     | Ga:n      | Qan       | Qan       | Kan     | Qon       | Qan      | Qa:n    | Jun           |
| testrészek  | fej                          | Baš     | Baş       | Baş     | Baş       | Baş       | Bas       | Bash    | Bosh      | Baş      | Bas     | Puś           |
| testrészek  | haj                          | Qıl     | Kıl       | Qıl     | Qyl       | Qıl       | Qıl       | Kıl     | Tuk       | Qil      | Kıl     | şüş           |
| testrészek  | szem                         | Köz     | Göz       | Göz     | Göz       | Küz       | Köz       | Köz     | Ko'z      | Köz      | Kos     | Kuś           |
| testrészek  | szempilla                    | Kirpik  | Kirpik    | Kiprik  | Kirpik    | Kerfek    | Kirpik    | Kirpik  | Kiprik    | Kirpik   | Kirbi:  | Hărpăk        |
| testrészek  | fül                          | Qulqaq  | Kulak     | Qulaq   | Gulak     | Qolaq     | Qulaq     | Kulak   | Quloq     | Qulaq    | Gulka:k | Hălha         |
| testrészek  | orr                          | Burun   | Burun     | Burun   | Burun     | Borın     | Murın     | Murun   | Burun     | Burun    | Murun   |               |
| testrészek  | kar                          | Qol     | Kol       | Qol     | Gol       | Qul       | Qol       | Kol     | Qo'l      |          | Qol     | Hul, Hol      |
| testrészek  | kéz                          | El(ig)  | El        | Əl      | El        |           | Alaqan    | Alakan  |           |          | Ili:    | Ală           |
| testrészek  | ujj                          | Barmak  | Parmak    | Barmaq  | Barmak    | Barmaq    | Barmaq    | Barmak  | Barmoq    | Barmaq   |         | Pürne, Porn'a |
| testrészek  | köröm                        | Tyrnaq  | Tırnak    | Dırnaq  | Dyrnaq    | Tırnaq    | Tırnaq    | Tyrmak  | Tirnoq    | Tirnaq   | Tynyraq | Čĕrne         |
| testrészek  | térd                         | Tiz     | Diz       | Diz     | Dy:z      | Tez       | Tize      | Tize    | Tizza     | Tiz      | Tüsäχ   | Čĕrpuśśi      |
| testrészek  | vádli                        | Baltyr  | Baldır    | Baldır  | Baldyr    | Baltır    | Baldır    | Baltyr  | Boldyr    | Baldir   | Ballyr  |               |
| testrészek  | láb                          | Adaq    | Ayak      | Ayaq    | Aýaq      | Ayaq      | Ayaq      | Ayak    | Oyoq      | Ayaq     | Ataq    | Ura           |
| testrészek  | has                          | Qaryn   | Karın     | Qarın   | Garyn     | Qarın     | Qarın     | Karyn   | Qorin     | Qerin    | Qaryn   | Hyrăm         |
| állatok     | ló                           | At      | At        | At      | At        | At        | At        | At      | Ot        | At       | At      | Ut            |
| állatok     | lábasjószág                  | Siyir   | Sığır     |         | Sygyr     | Sıyır     | Sïır      | Sıyır   | Sigir     | Siyir    |         |               |
| állatok     | kutya                        | Yt      | İt        | İt      | It        | Et        | Ït        | It      | It        | It       | Yt      | Jytă          |
| állatok     | hal                          | Balyq   | Balık     | Balıq   | Balyk     | Balıq     | Balıq     | Balık   | Baliq     | Beliq    | Balyk   | Pulă          |
| állatok     | tetű                         | Bit     | Bit       | Bit     | Bit       | Bet       | Bït       | Bit     | Bit       | Pit      | Byt     | Pyjtă, Put'ă  |
| más főnevek | ház                          | Ev      | Ev        | Ev      | Öý        | Öy        | Üy        | Üy      | Uy        | Öy       |         | Av*           |
| más főnevek | sátor                        | Otag    | Otağ      |         | Otaq      |           | Otaw      |         |           | Otaq     | Otu:    |               |
| más főnevek | út                           | Yol     | Yol       | Yol     | Yo:l      | Yul       | Jol       | Jol     | Yo'l      | Yol      | Suol    | Śul           |
| más főnevek | híd                          | Köprüq  | Köprü     | Körpü   | Köpri     | Küper     | Köpir     | Köpürö  | Ko'prik   | Kövrük   | Kürpe   | Kĕper         |
| más főnevek | nyíl                         | Oq      | Ok        | Ox      | Ok        | Uq        | Oq        | Ok      | O'q       | Oq       | Oχ      | Uhă           |
| más főnevek | tűz                          | Ot      | Od        | Od      | Ot        | Ut        | Ot        | Ot      | O't       | Ot       | Uot     | Vut, Vot      |
| más főnevek | hamu                         | Kül     | Kül       | Kül     | Kül       | Köl       | Kül       | Kül     | Kul       | Kül      | Kül     | Kĕl           |
| más főnevek | víz                          | Suv     | Su        | Su      | Suw       | Su        | Sw        | Suu     | Suv       | Su       | Ui      | Šyv, Šu       |
| más főnevek | hajó                         | Kemi    | Gemi      | Gəmi    | Gämi      | Köymä     | Keme      | Keme    | Kema      | Keme     |         | Kimĕ          |
| más főnevek | tó                           | Köl     | Göl       | Göl     | Köl       | Kül       | Köl       | Köl     | Ko'l      | Köl      | Küöl    | Külĕ          |
| más főnevek | nap                          | Küneš   | Gün(eş)   | Gün(əş) | Gün       | Kön       | Kün       | Kün     | Kun       | Kün      | Kün     | Kun           |
| más főnevek | felhő                        | Bulut   | Bulut     | Bulud   | Bulut     | Bolıt     | Bult      | Bulut   | Bulut     | Bulut    | Bylyt   | Pĕlĕt         |
| más főnevek | csillag                      | Yulduz  | Yıldız    | Ulduz   | Ýyldyz    | Yoldız    | Juldız    | Jıldız  | Yulduz    | Yultuz   | Sulus   | Śăltăr        |
| más főnevek | föld                         | Topraq  | Toprak    | Torpaq  | Toprak    | Tufraq    | Topıraq   | Topurak | Tuproq    | Tupraq   | Toburaχ | Tăpra         |
| más főnevek | domb                         | Töpü    | Tepe      | Təpə    | Depe      | Tübä      | Töbe      | Töbö    | Tepa      | Töpe     | Töbö    | Tüpĕ          |
| más főnevek | fa                           | Yağac   | Ağaç      | Ağac    | Agaç      | Ağaç      | Ağaş      | Jygach  |           |          |         | Jyvăś         |
| más főnevek | isten (Tengri)               | Tenri   | Tanrı     | Tanrı   | Taňry     | Täñre     | Täñiri    | Teñir   | Tangri    | Tengri   | Tanara  | Tură, Toră    |
| más főnevek | ég, kék                      | Kök     | Gök       | Göy     | Gök       | Kük       | Kök       | Kök     | Ko'k      | Kök      | Küöq    | Kăvak, Koak   |
| melléknevek | hosszú                       | Uzun    | Uzun      | Uzun    | Uzyn      | Ozın      | Uzın      | Uzun    | Uzun      | Uzun     | Uhun    | Vărăm         |
| melléknevek | új                           | Yany    | Yeni      | Yeni    | Yany      | Yaña      | Jaña      | Jañı    | Yangi     | Yengi    | Sana    | Śĕnĕ          |
| melléknevek | kövér                        | Semiz   |           |         | Semiz     | Simez     | Semiz     | Semiz   | Semiz     | Semiz    | Emis    | Samăr         |
| melléknevek | tele                         | Tolu    | Dolu      | Dolu    | Do:ly     | Tulı      | Tolı      | Tolo    | To'la     | Toluq    | Toloru  | Tulli         |
| melléknevek | fehér                        | Aq      | Ak        | Ağ      | Ak        | Aq        | Aq        | Ak      | Oq        | Aq       |         |               |
| melléknevek | fekete                       | Qara    | Kara      | Qara    | Gara      | Qara      | Qara      | Kara    | Qora      | Qara     | Xara    | Hura          |
| melléknevek | vörös                        | Qyzyl   | Kızıl     | Qızıl   | Gyzyl     | Qızıl     | Qızıl     | Kızıl   | Qizil     | Qizil    | Kyhyl   | Hĕrlĕ         |
| számok      | 1                            | Bir     | Bir       | Bir     | Bir       | Ber       | Bir       | Bir     | Bir       | Bir      | Bi:r    | Pĕrre         |
| számok      | 2                            | Eki     | İki       | İki     | Iki       | İke       | Eki       | Eki     | Ikki      | Ikki     | Ikki    | Ikkĕ          |
| számok      | 4                            | Tört    | Dört      | Dörd    | Dö:rt     | Dürt      | Tört      | Tört    | To'rt     | Töt      | Tüört   | Tăvattă       |
| számok      | 7                            | Yeti    | Yedi      | Yeddi   | Yedi      | Cide      | Jeti      | Jeti    | Yetti     | Yättä    | Sette   | Śiččĕ         |
| számok      | 10                           | On      | On        | On      | O:n       | Un        | On        | On      | O'n       | On       | Uon     | Vunnă, Vonnă  |
| számok      | 100                          | Yüz     | Yüz       | Yüz     | Yü:z      | Yöz       | Jüz       | Jüz     | Yuz       | Yüz      | Sü:s    | Śĕr           |
|             |                              | ótörök  | török     | azeri   | türkmén   | tatár     | kazak     | kirgiz  | üzbég     | ujgur    | jakut   | csuvas        |

## Lásd még
- Altáji nyelvcsalád
- Türk rovásírás

## Fordítás
- Ez a szócikk részben vagy egészben  a   Turkic languages című angol Wikipédia-szócikk fordításán alapul.  Az eredeti cikk szerkesztőit annak laptörténete sorolja fel. Ez a jelzés csupán a megfogalmazás eredetét és a szerzői jogokat jelzi, nem szolgál a cikkben szereplő információk forrásmegjelöléseként.